# Daniela Kovářová
Daniela Kovářová z domu Šindlerová (ur. 17 listopada 1964 w Ostrawie) – czeska prawniczka, pisarka i polityk, w latach 2009–2010 minister sprawiedliwości, senator.

## Życiorys
W 1983 ukończyła szkołę średnią w rodzinnej miejscowości, a w 1987 studia prawnicze na Uniwersytecie Jana Ewangelisty Purkyniego w Brnie. W latach 1987–1989 należała do Komunistycznej Partii Czechosłowacji. W 1989 uzyskała uprawnienia adwokata, podjęła praktykę w tym zawodzie w Pilźnie. Od 1997 obejmowała różne stanowiska w strukturze Czeskiej Izby Adwokackiej. W latach 2008–2010 kierowała Akademią Sądową, publiczną instytucją kształcącą sędziów i prokuratorów.
Od maja 2009 do lipca 2010 sprawowała urząd ministra sprawiedliwości w technicznym rządzie Jana Fischera. Przez część tego okresu kierowała też Radą Legislacyjną. W 2010 powróciła do praktyki adwokackiej, zajęła się także działalnością dydaktyczną i szkoleniową. Jest autorką publikacji o tematyce prawniczej, jak również beletrystyki. W latach 2013–2018 była rzeczniczką prasową zrzeszenia pisarzy „Obec spisovatelů”. W 2018 współtworzyła i objęła funkcję przewodniczącej organizacji prawniczej Unie rodinných advokátů.
W 2022, będąc bezpartyjną kandydatką, została wybrana do Senatu.